# آرموت‌لو (چای)
آرموت‌لو (به ترکی استانبولی: Armutlu) یک منطقهٔ مسکونی در ترکیه است که در چای (شهر) واقع شده‌است.